# Stefan Dečanski
Stefan Dečanski còn được gọi là Stefan III Uroš III Namanjić; Tiếng Serbia Cyrillic: Стефан Урош III Немањић, phát âm là:  [stɛfaːn ûrɔʃ trɛtɕiː]; (khoảng năm 1282 - 11 tháng 11 năm 1331); là Vua của Serbia trong hơn 9 năm từ năm 1322 đến năm 1331. Ông lên ngôi kế vị cha mình: tiên vương Stefan Milutin không chính thống bằng những cuộc chiến tranh với những người anh em của ông và với nhiều cuộc thanh trừng trong nội bộ. Tuy chỉ cai trị trong 9 năm ngắn ngủi, nhưng trong 9 năm đó ông đã củng cố chắc chắn chính quyền, giúp cho vương quốc Serbia thêm vững chắc, điều này giúp cũng cố vương vị cho con trai ông khi lên kế vị: tức Stefan Dušan.